# Historická fantasy
Historická fantasy je podžánr fantasy. Vyznačuje se jejími základními znaky (přítomnost magie, výskyt fantastických bytostí), avšak inspiruje se především reáliemi skutečného světa, respektive jeho historií. Nejčastěji jde o žánr fantasy literatura, objevuje se však také v oblasti fantasy filmu a televizní produkce, ve hrách a v dalších médiích. Někdy se příběhy odehrávají během určitého historického období skutečného světa, jindy se jedná o jiný svět, který určité historické období našeho světa velmi silně připomíná.

## Vymezení a charakteristika
Jednoznačné odlišení historické fantasy jako subžánru od fantasy s historickými prvky je obtížné, a to i proto, že fantasy jako taková se k určitému dějinnému období, nejčastěji středověku, vztahuje téměř vždy. Také hranice mezi fantasy romány a historickým románem (s nadpřirozenými prvky) může být tenká a mnoho významných fantasy autorů jako Judith Tarrová nebo Katherine Kurtzová, historii přímo vystuovalo. Historické fantasy zpracovávají otázky kulturní antropologie (Rosemary Kirsteinová), migrace a vykořisťování (Karen Joy Fowlerová, Guy Gavriel Kay) nebo kolonialismu (Colin Greenland).
Přestože převažuje inspirace západním středověkem, je možná narazit na příběhy a světy inspirované takřka kterýmkoli dějinným obdobím v různých částech světa. Vymezuje se například keltská a vikinská fantasy, středověká a renesanční fantasy, fantasy střelného prachu (využívá reálie raného novověku, často pirátská tematika nebo inspirace třicetiletou válkou), fantasy spojená s osvícenstvím, viktoriánskou érou (jako subžánr historické fantasy je možno chápat i steampunk) či druhou světovou válkou. Existuje rovněž antická fantasy (např. Riordanova série o Percy Jacksonovi) nebo žánr wu-sia, využívající čínské či japonské reálie. K oblastem, které poskytly historickým fantasy materiál a kulturní ukotvení, patří Korea (Judith Tarrová), Japonsko (Jessica Amanda Salmonsonová, Peter Morwood, C. J. Cherryhová), Čína (Barry Hughart, Kathryn Grantová, Stephen Marley), Rusko (Morwood), Indie (Margaret Ballová) či Severní Amerika v 19. století (Karen Joy Fowlerová)..
Část historických fantasy využívá také prvků alternativní historie. Judith Tarrová v trilogii The Hound and the Falcon (Pes a sokol) představila 12. století, ve kterém se realistické prvky kombinují s přítomností elfského království. Série Lord Darcy od Randalla Garretta mísí Anglii 19. století s rozvojem magie a existencí přežívající Anjouovské říše.
Podle Veroniky Schanoesové je historická fantasy způsobem, jak alternativním způsobem pohlížet na dějiny. Vyprávění může odhalovat „tajnou historii“ a zpochybňovat moderní historiografická vysvětlení, proč se věci udály tak, jak se udály, mnohdy v kombinaci s postavou učence či mága, jenž se snaží o objasnění. Jako příklady takových děl uvádí The Porcelain Dove (Porcelánová holubice, 1993) od Delie Shermanové, Snow White and Rose Red (Sněhurka a Růženka, 1989) od Patricie Wredeové, Midnight Never Come (Půlnoc nikdy nepřichází, 2008) od Marie Brennanové nebo Brány Anubisovy (The Anubis Gates, 1983) od Tima Powerse.

## Autoři
Do reálného světa s nadpřirozenými prvky jsou zasazeny některé knihy a povídky Andrzeje Sapkowského (Husitská trilogie), knihy od Nancy Farmerové z prostředí Anglosasů a vikingů či Gemmellův Král duchů a další knihy. Komerčně úspěšným dílem historické fantasy je také Píseň ledu a ohně (1996 a dál) od George R. R. Martina, která je sice zasazena do smyšleného Západozemí, silně však čerpá z atmosféry a reálií anglického 15. století. Podobný využití reálného historického období nikoliv jako prostředí, nýbrž jako inspirace pro vytvoření nového světa, se často objevuje také u Guye Gavriela Kaye – jeho Tigana (1990) připomíná renesanční Itálii, Lvi z Al-Rassanu (1995) vycházejí ze Španělska 11. století a Plavba do Sarantia (1998) čerpá z dějin rané Byzance.
Rozsáhlým podtypem historické fantasy jsou příběhy inspirované artušovským cyklem, které kromě historických elementů často zapracovávají prvky pověstí a folklóru a mohou směřovat jak k fantastickému pólu, tak k pólu historickému. Příkladem takových textů mohou být Mlhy Avalonu (1982) od Marion Zimmer Bradley, Kronika válečníkova od Bernarda Cornwella (1995–1997), Pendragonovský cyklus od Stephena Lawheada, Latro in the Mist (Latro v mlze, 1986) od Genea Wolfa nebo The Fox Woman (Liščí žena, 2000) od Kij Johnsonové.
Příkladem české historické fantasy mohou být romány Juraje Červenáka o černokněžníku Roganovi, jeho trilogie Bohatýr (z prostředí Kyjevské Rusi v 10. stol.) a Dobrodružství kapitána Báthoryho, situované do jihovýchodní Evropy v 17. století. Dobrým příkladem jsou i některé knihy Jaroslava Mosteckého z prostředí vikingů, např. (Vlčí věk, Útesy křiku), kniha Stín modrého býka Leonarda Medka a Františky Vrbenské (příklad keltské fantasy).